# دیوید پینگری
دیوید ادوین پینگری(به انگلیسی: David Edwin Pingree)(زادهٔ ۲ ژانویه ۱۹۳۳- مرگ ۱۱ نوامبر ۲۰۰۵) استاد آمریکایی تاریخ ریاضیات، تاریخ ادبیات باستان و علوم دقیقهٔ باستان در دانشگاه براون بود.
پینگری از ۱۹۷۱ به بخش تاریخ ریاضی دانشگاه براون پیوسته بود و تا زمان مرگش هم عهده‌دار کرسی ریاست این بخش بود.
او زادهٔ نیو ایون در کنتیکت بود. دوران تحصیلش را در آکادمی فیلیپس ماساچوست و دانشگاه هاروارد سپری نمود. در ۱۹۶۰ هم از همین دانشگاه مدرک دکترایش را با تز انتقال دانش ستاره‌شناسی از یونان به هندوستان به دست آورد.
دیوید پینگری عضو نهادهایی چون عضویت گونهایم، عضویت مک‌آرتور، جامعهٔ هم‌سخنان هاروارد، جامعه فلسفی آمریکا و انستیتوی دروس مترقی بود. او به موضوعات مربوط به پیش‌گویی‌ها به یاری ستارگان در سرزمین‌های باستانی‌ای چون بابل و هند و نیز اثر دانش ریاضیات خاور بر ریاضیات اروپا دلبسته بود.